# Irene Hervey
Irene Hervey (11 de julio de 1909 – 20 de diciembre de 1998) fue una actriz cinematográfica y televisiva de nacionalidad estadounidense. 

## Biografía

### Carrera
Su verdadero nombre era Beulah Irene Herwick, y nació en Venice (Los Ángeles), California. Empezó su carrera artística tras ser presentada a un encargado de reparto de MGM. Tras una positiva prueba de pantalla firmó un contrato con el estudio, debutando en pantalla en el film de 1933 The Stranger's Return, interpretado por Lionel Barrymore. Hervey fue cedida por MGM para trabajar en varias películas ajenas al estudio, entre ellas la de United Artists El conde de Montecristo (1934) y The Girl Said No, estrenada por Grand National Films Inc..
En 1936 Hervey dejó MGM y entró en Universal Studios. Para esta compañía Hervey actuó en The League of Frightened Men (1937) y Destry Rides Again (1939), con Marlene Dietrich y James Stewart.
Sin embargo, en 1943 Hervey sufrió graves heridas como consecuencia de un accidente de tráfico, por lo que se vio forzada a retirarse de la interpretación durante un período de cinco años.

### Últimos años
Hervey volvió a su trabajo de actriz en 1948, en el film Mickey, al cual siguió Mr. Peabody and the Mermaid. En los inicios de la década de 1950 empezó a actuar en el nuevo medio de la época, la televisión. A lo largo de los años cincuenta y los primeros sesenta, Hervey trabajó en varios shows televisivos, entre ellos Intriga en Hawái, Richard Diamond, Private Detective, y Peter Gunn. En 1965 consiguió un papel regular en The Young Marrieds, tras lo cual siguió un período como la Tía Meg en una serie de corta trayectoria, Honey West.
En 1969, Hervey fue nominada un Premio Emmy por su actuación en My Three Sons. Tras actuar en las películas Flor de cactus y Play Misty for Me (1971), esta última de Clint Eastwood, Hervey se retiró de la interpretación, entrando a trabajar en una agencia de viajes de Sherman Oaks, Los Ángeles. A pesar de ello, volvió brevemente en 1978 para hacer un papel en Charlie's Angels, y en 1981 hizo su último trabajo ante la pantalla en el telefilm Goliath Awaits.

### Vida personal
En 1929 Hervey se casó con su primer marido, William Fenderson, con el que tuvo una hija, Gail, antes de divorciarse de él. En 1936 conoció y se casó con el actor Allan Jones, teniendo el matrimonio un hijo, el cantante Jack Jones. La pareja se divorció en 1957.
Irene Hervey falleció en 1998 a causa de un fallo cardiaco en Woodland Hills (Los Ángeles), California. Tenía 89 años de edad.
Por su contribución a la industria cinematográfica, a Hervey se le concedió una estrella en el Paseo de la Fama de Hollywood, en el 6338 de Hollywood Boulevard.

## Filmografía
| - The Stranger's Return (1933) - Turn Back the Clock (Sin créditos, 1933) - The Women in His Life (1933) - Three on a Honeymoon (1934) - Hollywood Party (Sin créditos, 1934) - Let's Try Again (1934) - El conde de Montecristo (1934) - The Dude Ranger (1934) - The Winning Ticket (El billete premiado) (1935) - Motive for Revenge (1935) - Honeymoon Limited (1935) - Hard Rock Harrigan (1935) - His Night Out (1935) - Charlie Chan in Shanghai (1935) - A Thrill for Thelma (1935) - White Lies (1935) - Miracle in the Sand, también titulada Three Godfathers (1936) - Absolute Quiet (1936) - Along Came Love (1936) - Woman in Distress (1937) - The League of Frightened Men (1937) - The Lady Fights Back (1937) - The Girl Said No (1937) - Say It in French (1938) - Society Smugglers (1938) - East Side of Heaven (Al este del cielo) (1939) - The House of Fear (1939) - Missing Evidence (1939) | - Destry Rides Again (Arizona) (1939) - Three Cheers for the Irish (1940) - The Crooked Road (1940) - The Boys from Syracuse (1940) - San Francisco Docks (1940) - Mr. Dynamite (1941) - Bombay Clipper (1942) - Frisco Lil (1942) - Unseen Enemy (1942) - Gang Busters (serial) (1942) - Half Way to Shanghai (1942) - Destination Unknown (1942) - Night Monster (1942) - Keeping Fit (1942) - He's My Guy (1943) - Studio Visit (Sin créditos, 1946) - Mickey (1948) - Mr. Peabody and the Mermaid (Domador de sirenas) (1948) - The Lucky Stiff (1948) - Manhandled (1949) - Chicago Deadline (El misterio de una desconocida) (1949) - A Cry in the Night (1956) - Teenage Rebel (1956) - Going Steady (1958) - Crash Landing (1958) - Flor de cactus (1969) - Play Misty for Me (Escalofrío en la noche) (1971) |

### Televisión
| - The Gulf Playhouse (1 episodio, 1952) - The Pepsi-Cola Playhouse (1 episodio, 1953) - The Public Defender (1 episodio, 1955) - Lone Wolf (1 episodio) - Climax! (1 episodio, 1955) - Stage 7 (1 episodio, 1955) - Studio 57 (2 episodios, 1955) - Damon Runyon Theater (1 episodio, 1955) - The Millionaire (1 episodio, 1956) - Lux Video Theatre (2 episodios, 1956) - Circus Boy (1 episodio, 1957) - Panic! (1 episodio, 1957) - Studio One (1 episodio, 1958) - Playhouse 90 (1 episodio, 1959) - Richard Diamond, Private Detective (1 episodio, 1959) - The Ann Sothern Show (1 episodio, 1959) - The Donna Reed Show (1 episodio, 1959) - Bourbon Street Beat (1 episodio, 1960) - Thriller (1 episodio, 1960) - O'Conner's Ocean (1960) - The Case of the Dangerous Robin (1 episodio, 1960) | - Follow the Sun (1 episodio, 1961) - Peter Gunn (1 episodio, 1961) - Shirley Temple's Storybook (1 episodio, 1961) - Surfside 6 (1 episodio, 1961) - Target: The Corruptors (1 episodio, 1962) - Intriga en Hawái (2 episodios, 1961-1962) - 77 Sunset Strip (1 episodio, 1962) - The Wide Country (1 episodio, 1962) - Dr. Kildare (1 episodio, 1962) - Perry Mason (3 episodios, 1958-1963) - The Twilight Zone (1 episodio, 1964) - Burke's Law (1 episodio, 1964) - The Baileys of Balboa (1 episodio, 1964) - The Young Marrieds (1964-1965) - Honey West (11 episodios, 1965-1966) - Ironside (1 episodio, 1968) - The Mod Squad (1 episodio, 1968) - My Three Sons (1 episodio, 1968) - Mis adorables sobrinos (2 episodios, 1968-1970) - Los ángeles de Charlie (1 episodio, 1978) - Goliath Awaits (1981) |